# Dynatosoma rufithorax
Dynatosoma rufithorax är en tvåvingeart som beskrevs av Gabriel Strobl 1895. Dynatosoma rufithorax ingår i släktet Dynatosoma och familjen svampmyggor. Inga underarter finns listade i Catalogue of Life.